# 贺崇禧
贺崇禧（？—？），山东历城县（今属济南市）人，清朝政治人物。
贺崇禧为嘉慶十六年（1811年）辛未科进士。1825年接替王青蓮任华亭县知县一职，1829年由盧雲亭接任，1830年接替常恩任南汇县知县一职，次年由熊传栗接任。

## 其他
- 梁章钜挽贺崇禧联

百里旧神君，剡牍未酬举王愿；
卅年前进士，盖棺犹是宰官身。